# Radar polarimetrico

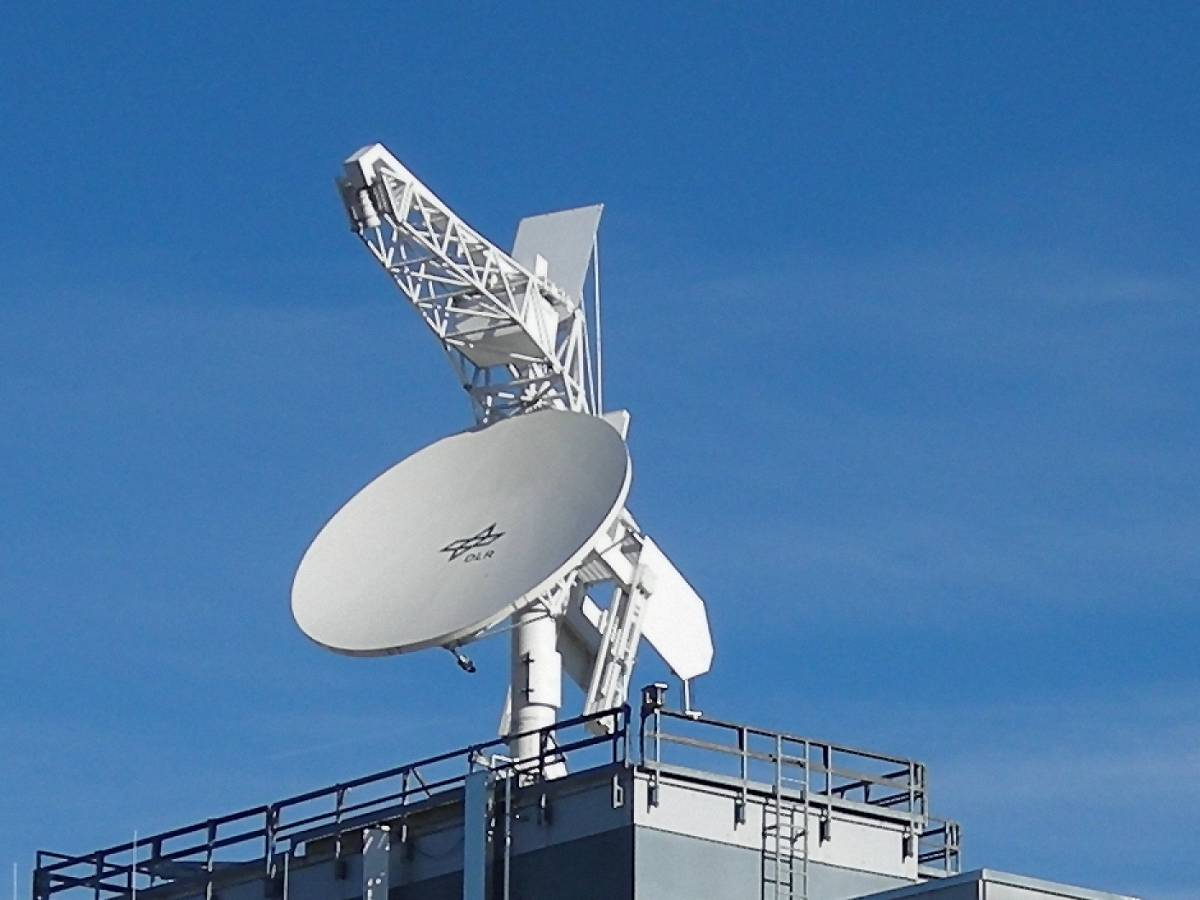
Antenna del radar polarimetrico per ricerca meteorologica installata sul tetto del Deutsches Zentrum für Luft- und Raumfahrt.

Un radar polarimetrico è un radar in grado di sfruttare la componente trasversale delle onde elettromagnetiche, cioè la polarizzazione della radiazione elettromagnetica. Nel caso di un sistema coerente, un radar polarimetrico misura due o quattro elementi della matrice di scattering.
- Nel primo caso il sistema prende il nome di dual pol e misura o una colonna o la diagonale della matrice S.
- Nel secondo caso, quando il sistema misura tutta la matrice S, il sistema si dice fully polarimetric o quad pol.

Tipicamente, gli stati di polarizzazione impiegati sono:
- Orizzontale e verticale (H/V)
- Circolare destrorsa e circolare sinistrorsa (RHC, LHC)

Esempi di radar polarimetrici sono alcuni radar meteorologici, ed alcuni radar ad apertura sintetica (SAR).